# Peter Liver

Peter Liver (ca. 1945)

Peter Liver (* 21. August 1902 in Flerden; † 10. September 1994 in Ittigen; heimatberechtigt in Flerden) war ein Schweizer Professor für Rechtsgeschichte und Sachenrecht.

## Leben
Peter Liver war der Sohn des Landwirts Johann und der Ottilia Feltscher, von Masein. Er heiratete Gertrud Fankhauser, Tochter des Fritz, Lehrer in Trubschachen. Er studierte Geschichte in Jena, Berlin und Zürich und Rechtswissenschaft in Bern. 1928 promovierte er in Geschichte an der Universität Zürich und 1931 in Recht an der Universität Bern.
Liver arbeitete als Advokat und Publizist in Flerden. Von 1933 bis 1935 war er Kreispräsident und im freisinnigen Bündner Grossrat tätig. Anschliessend war er bis 1940 im Regierungsrat (Departement Inneres und Volkswirtschaft), von dem er zugunsten der Professur für Rechtswissenschaft an der ETH Zürich, die er von 1939 bis 1944 innehatte, zurücktrat. Von 1944 bis 1971 war er Professor an der Universität Bern.
Liver war Spezialist für Wasserrecht, Verfasser zahlreicher Gesetzesentwürfe auf Kantons- wie Bundesebene sowie vieler grundlegender Arbeiten zu historischen wie juristischen Themen.
Im Jahre 1978 gewann er den Kulturpreis des Kantons Graubünden.

## Werke
- Vom Feudalismus zur Demokratie in den graubündnerischen Hinterrheintälern. Sprecher, Eggerling & Co., Chur 1929.
- Die Grunddienstbarkeiten. 2. Auflage, Schulthess, Zürich 1968.
- Abhandlung zur schweizerischen und bündnerischen Rechtsgeschichte. Calven-Verlag, Chur 1970.